# William L. Garrison
William Louis Garrison fue un geógrafo estadounidense, analista de transporte y profesor en la Universidad de California, Berkeley. Mientras estaba en el Departamento de Geografía de la Universidad de Washington en la década de 1950, Garrison lideró la "revolución cuantitativa" en geografía, que aplicó computadoras y estadísticas al estudio de problemas espaciales. Como tal, fue uno de los fundadores de la ciencia regional . Muchos de sus estudiantes (apodados los "cadetes espaciales") se convirtieron en profesores destacados, entre ellos: Brian Berry, Ronald Boyce , Duane Marble, Richard Morrill, John Nystuen, William Bunge, Michael Dacey, Arthur Getis y Waldo Tobler. Su trabajo de transporte se centró en la innovación , el despliegue de modos y curvas logísticas, vehículos alternativos y el futuro del automóvil.

## Libros de Garrison
- Estudios de desarrollo de carreteras y cambio geográfico (con Brian Berry, Duane Marble, John Nystuen y Richard Morrill) Greenwood Press, Nueva York. (1959)[2]
- El transporte del mañana: ciudades, economías y vidas cambiantes (con Jerry Ward) ISBN  1-58053-096-6 , 2000[3]
- La experiencia del transporte: política, planificación y despliegue (con David M. Levinson) ISBN 0-19-517250-7 , 2005[4]
- The Transportation Experience: Policy, Planning, and Deployment (con David M. Levinson) (Versión revisada, reorganizada y ampliada del volumen de 2005). Oxford y Nueva York: Oxford University Press. ISBN 978-0199862719 , 2014[5]

## Premios
- Premio William L. Garrison a la mejor disertación en geografía computacional (premio bienal por investigación innovadora en los aspectos computacionales de la ciencia geográfica)[6][7]
- Premio CUTC por Contribución Distinguida a la Educación e Investigación en Transporte Universitario 1998 (incluye un breve bosquejo autobiográfico)[8]
- Premio Edward L.Ullman 1994[9][10]